# Otto Stransky
Otto Stransky (* 15. Mai 1889 in Brünn, Österreich-Ungarn; † 23. November 1932 in Berlin) war ein österreichischer Operetten-, Revue- und Filmkomponist.

## Leben
Nach dem Schulbesuch studierte Stransky von 1909 bis 1912 am Leipziger Konservatorium bei Max Reger, Hans Sitt und Stefan Krehl. Zudem war er Schüler von Arthur Nikisch. Ab 1910 wirkte er als Korrepetitor und Kapellmeister am Leipziger Theater. Unter Max Reinhardts Leitung dirigierte er Aufführungen des Mirakels in Wien. Er arbeitete am Wiener Raimundtheater und am Theater an der Wien. 1915 wurde Stransky musikalischer Leiter des Wiener Kabaretts Simplizissimus. Nach dem Ersten Weltkrieg und der Ableistung seines Militärdienstes war Stransky ab 1921 als Hauskomponist und Klavierbegleiter an verschiedenen Berliner Kabaretts engagiert. Ab 1926 arbeitete er für Kurt Robitscheks Kabarett der Komiker (KaDeKo).
Stransky war sowohl als Operetten- und Revue- wie auch als Filmkomponist erfolgreich. 1929 schrieb er Musik zu dem Sänger-Kurzfilm In Jena sind alle Mädels so blond mit dem Tenor Franz Baumann (1890–1965), und später weitere 20 populäre Schlager zu Tonfilmen. Am bekanntesten wurden die Melodien aus dem Tonfilm Die – oder keine (1932), welcher wegen der darin angeblich vorkommenden Verhöhnung Wagnerscher Werke von den Nationalsozialisten heftig angegriffen wurde. Aus ihm stammt das Lied Wenn man sein Herz verliert – Weiss keiner, wohin das führt, dessen Text Johannes Brandt (1884–1955) verfasst hat. Brandt zeichnete auch für das Drehbuch verantwortlich, Stransky für die musikalische Leitung. Ein Jahr zuvor hatte er die Musik zu Alfred Zeislers Tonfilm Sein Scheidungsgrund (D 1931) geschrieben. Die Liedtexte verfasste Ruth Feiner, im Film spielte das Orchester Dajos Béla Stranskys Melodien.
Otto Stransky dichtete, oft zusammen mit Fritz Rotter, auch die Texte zu Revuen, beispielsweise 1927 für Rudolph Nelsons Revue Die Lichter von Berlin, sowie zu weiteren Tagesschlagern. Eine Reihe von Liedern schrieb er für die Berliner Chansonsängerin Claire Waldoff.
Er nutzte auch die Pseudonyme Wenzel Müller und Enrico Sarroni.
Stransky starb 1932 in Berlin bei einem Autounfall.

## Filmografie
- 1930: Zwei Welten
- 1930: Die Csikosbaroneß
- 1930: Kasernenzauber
- 1930: Die Königin einer Nacht
- 1930: Der Liebesarzt
- 1931: Wiener Liebschaften
- 1931: Ich geh’ aus und du bleibst da
- 1931: Opernredoute
- 1931: Sein Scheidungsgrund
- 1931: Der Hochtourist
- 1931: Die Nacht ohne Pause
- 1931: Eine Nacht im Grandhotel
- 1932: Der Feldherrnhügel
- 1932: Fräulein falsch verbunden
- 1932: Das Testament des Cornelius Gulden
- 1932: Teilnehmer antwortet nicht
- 1932: Die – oder keine
- 1932: Spione im Savoy-Hotel
- 1932: Marion, das gehört sich nicht
- 1932: After the Ball
- 1932: Tausend für eine Nacht

## Hörbeispiele
- Ich hab’ dich erst einmal geseh’n (Text: Ruth Feiner), aus dem Tonfilm Sein Scheidungsgrund. Paul Godwin Orchester, mit Gesang, auf Grammophon 24 312 (4357 BD-III) – Berlin 1931. Hörbeispiel bei YouTube
- Wenn man sein Herz verliert … Lied u. Tango (Text: Dr. Joh. Brandt) aus dem Tonfilm Die oder keine (1932). Hermann von Stachow Tanz Orchester, mit deutschem Refraingesang: Leo Monosson. Decca 5054 (mx. 4998). Hörbeispiel bei YouTube
- Wenn man sein Herz verliert … Lied u. Tango (Text: Dr. Joh. Brandt) aus dem Tonfilm Die oder keine (1932). Gitta Alpár, Sopran, mit Orchester unter Ltg. v. Kapellm. O. Dobrindt Berlin 1932. Parlophon B.47 257-I (Be 10 032). Hörbeispiel bei YouTube Hörbeispiel bei YouTube